# Bansgaon
Bansgaon es un pueblo y nagar Panchayat situado en el distrito de Gorakhpur en el estado de Uttar Pradesh (India). Su población es de 15313 habitantes (2011). 

## Demografía
Según el censo de 2011 la población de Bansgaon era de 15313 habitantes, de los cuales 7927 eran hombres y 7386 eran mujeres. Bansgaon tiene una tasa media de alfabetización del 74,58%, superior a la media estatal del 67,68%: la alfabetización masculina es del 82,83%, y la alfabetización femenina del 65,81%.